# Czarny Piec
Czarny Piec (do 1945 Schwarzenofen) – wieś turystyczna w Polsce położona w województwie warmińsko-mazurskim, w powiecie szczycieńskim, w gminie Jedwabno, znajdująca się nad jeziorem Czarne.
W latach 1975–1998 miejscowość administracyjnie należała do województwa olsztyńskiego.
We wsi, o zabudowie letniskowej, znajduje się Ośrodek Rekreacyjno-Kondycyjny Wojska Polskiego oraz stary cmentarz. Współczesna murowana zabudowa pochodzi z początków XX wieku. Jedynie chałupa nr 10 jest drewniana. Na skraju wsi znajdują się niemieckie bunkry z okresu II wojny światowej. Strumień wypływający z jeziora Czarny Piec, płynie dwoma korytami, które dopiero po 200 m łączą się w jedno, nazywane Czarną lub Czarną Rzeką (dawniej Czarną Strugą).

## Historia
Jako osada odnotowana w 1756 i 1775. Nad strumieniem Czarna Struga w tym czasie była smolarnia (prawdopodobnie istniała już w średniowieczu), a przy smolarni znajdowała się mała osada. W 1756 mieszkało tu pięciu smolarzy, siedmiu zagrodników i pięciu 5 "robotników dniówkowych". W 1780 we wsi było 18 gospodarzy. W 1782 wieś liczyła 15 chałup. Podczas separacji lasów w 1785 mieszkańcom wsi przydzielono 11 łanów, 29 mórg i 57 prętów ziemi. W 1817 w Czarnym Piecu były 24 chałupy i 95 mieszkańców, natomiast w 1885 było 259 mieszkańców.

## Dobra kultury[4]
- obiekty militarne w lesie i przy drodze Olsztyn – Jedwabno, fortyfikacje z I i II wojny światowej wokół miejscowości (3 bunkry), rowy, transzeje, stanowiska artylerii,

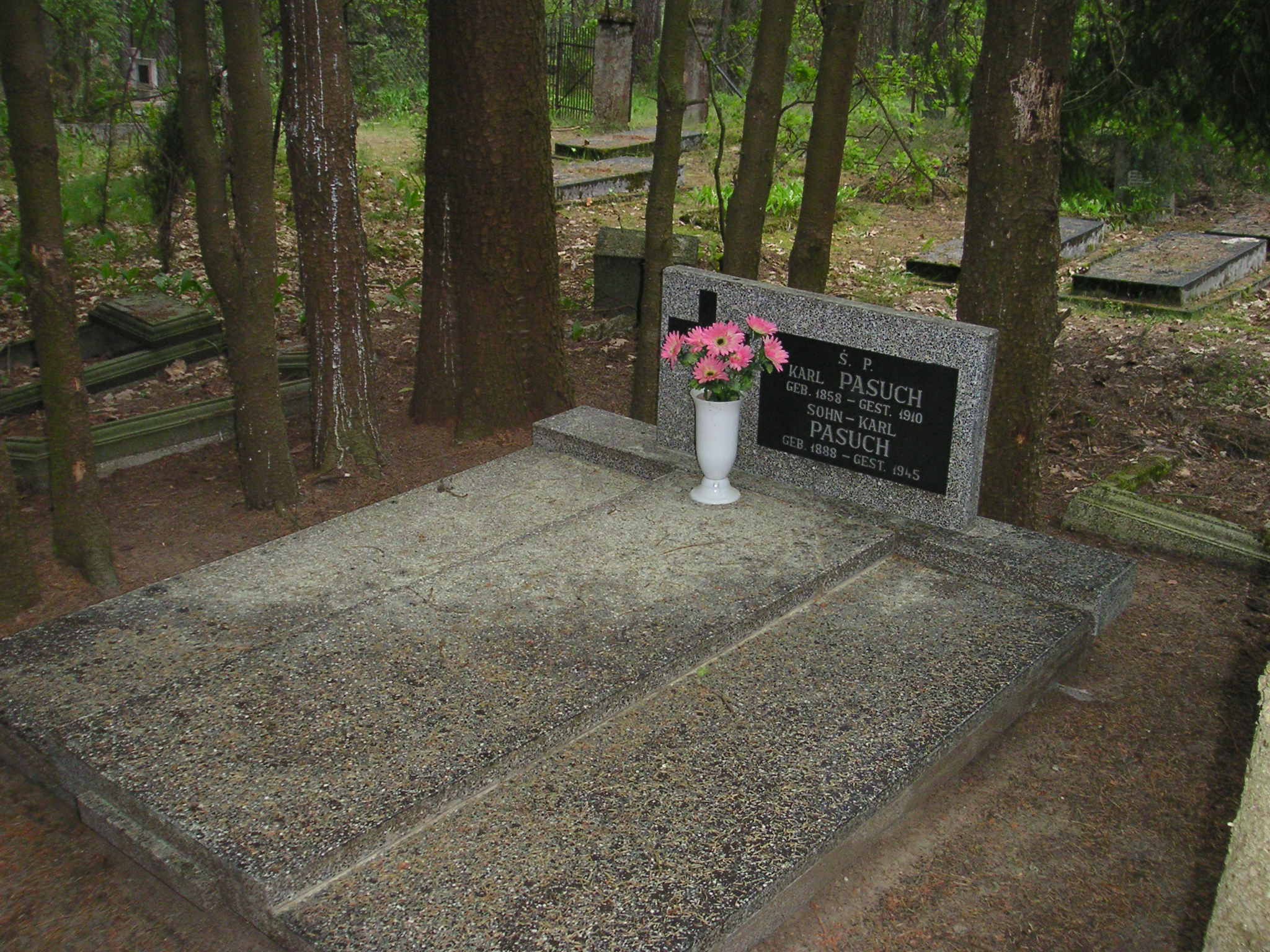
Nagrobek na cmentarzu ewangelickim w Czarnym Piecu.

- Nagrobek na cmentarzu ewangelickim w Czarnym Piecu.zabudowa wsi z cmentarzem ;